# Pensionsselskab
Et pensionsselskab er en finansiel institution, der varetager pensionsopsparing for sine kunder. Pensionsselskabet administrerer indbetalinger til pensionsopsparinger, forvalter de opsparede midler og udbetaler pensioner. Som følge af deres store samfundsmæssige betydning er pensionsselskaber typisk underkastet offentlig regulering på nationalt plan. 

## Organisering af pensionsselskaber
Som følge af den forskelligartede nationale lovgivning og forskellige historiske traditioner adskiller opbygningen af de enkelte landes pensionssektorer sig ofte meget fra hinanden. Eksempelvis er såkaldte firmapensionskasser en meget udbredt organiseringsform i mange EU-lande som Holland, Storbritannien, Frankrig, Belgien og Sverige, mens de i Danmark spiller de en meget beskeden og svindende rolle.

## Pensionsselskaber i Danmark
I Danmark findes to typer pensionsselskaber: livsforsikringsselskaber og pensionskasser. Sidstnævnte underopdeles igen i tværgående pensionskasser og firmapensionskasser. Forskellen er, at livsforsikringsselskaber skal være organiseret enten som et aktieselskab eller som et gensidigt selskab, mens pensionskasser er organiseret som foreninger. Firmapensionskasser varetager, som navnet antyder, pensionsforhold for de ansatte i en enkelt virksomhed, mens tværgående pensionskasser typisk administrerer pensionsforhold for alle ansatte indenfor en branche eller med en bestemt uddannelse, der er dækket af en bestemt overenskomst.
I 2018 fandtes 48 pensionsselskaber under dansk tilsyn. Heraf var 17 livsforsikringsselskaber, 14 var tværgående pensionskasser, og 17 var firmapensionskasser. I 1999 var antallet af danske pensionsselskaber 149, altså mere end tre gange så stort. Der har dermed fundet en stor koncentration sted af selskaber i branchen i den mellemliggende periode. Størrelsesmæssigt dominerer livsforsikringsselskaberne, der i 2018 varetog godt 50 % af den samlede danske pensionsformue. Pensionskasserne stod for knap 20 %, mens resten blev administreret af enten pengeinstitutter (ca. 10 %) eller de to lovbestemte pensionsfonde Arbejdsmarkedets Tillægspension (ATP) og Lønmodtagernes Dyrtidsfond (LD) (godt 20 %).

### Markedsorienterede og ikke-markedsorienterede selskaber
En anden opdeling går mellem markedsorienterede og ikke-markedsorienterede pensionsselskaber. De markedsorienterede eller kommercielle selskaber henvender sig potentielt til hver eneste person med deres produkter, mens de ikke-markedsorienterede er forankret i aftaler med kunderne via virksomheder med de forskellige overenskomster. De markedsorienterede ordninger omfatter således alle individuelle ordninger, dvs. ordninger, der ikke er baseret på et ansættelsesforhold, og de arbejdsmarkedsrelaterede ordninger, hvor den enkelte virksomhed frit kan vælge en pensionsudbyder. Alle markedsorienterede ordninger er organiseret som livsforsikringsselskaber, men ikke alle livsforsikringsselskaber er markedsorienterede. I ikkemarkedsorienterede ordninger er medlemskab og dermed pensionsordning tvungen. Alle tværgående pensionskasser og nogle livsforsikringsselskaber tilhører denne kategori. Ifølge Finanstilsynet var i 2018 seks livsforsikringsselskaber ikke-markedsorienterede (Industriens Pension, Lærernes Pension, PenSam, PensionDanmark, Sampension og Tryg), mens de 11 resterende var markedsorienterede.

### De største danske pensionsselskaber
I 2020 var de fem største danske pensionsselskaber PFA Pension, Velliv (tidligere Nordea Liv og Pension), Danica Pension (ejet af Danske Bank), AP Pension og PensionDanmark (ejet af bl.a. Fagligt Fælles Forbund (3 F) og DI - Dansk Industri).